# Basile Boli
Basile Boli (Abidjan, 2 gennaio 1967) è un ex calciatore ivoriano naturalizzato francese, di ruolo difensore.

## Biografia
Anche suo fratello Roger è stato calciatore e attualmente i suoi nipoti (figli di quest'ultimo) Kévin, Yohan e Charles svolgono lo stesso mestiere, oltre a Yannick (figlio di un altro fratello).

## Carriera
Nato in Costa d'Avorio, Boli si trasferì fin da bambino in Francia, dove iniziò la carriera di calciatore nelle squadre giovanili di Parigi prima di firmare per l'Auxerre nel 1982. Difensore molto potente, Boli approdò presto in prima squadra e fece il suo debutto nella Nazionale francese in 1986.
Nel 1990 Boli si trasferì all'Olympique Marsiglia che, sotto la presidenza di Bernard Tapie, stava diventando la squadra dominante in Francia. Boli fu uno dei protagonisti della vittoria della Ligue 1 nel 1991 e nel 1992 e fu sempre presente nella Champions League 1992-1993, vinta in finale dai marsigliesi 1-0 contro il Milan proprio grazie a un suo gol. Nonostante questi successi, Boli fu costretto a lasciare il Marsiglia nel 1994 a seguito della retrocessione del club a causa di uno scandalo di corruzione.
Disputa nell'estate di quell'anno una tournée estiva con la Lazio, ma l'allora tecnico biancoceleste Zeman lo scartò, sicché Boli firmò per i Rangers, con cui mise a referto 28 presenze e due gol nella stagione 1994-1995, vincendo il campionato. A fine stagione lascia i Rangers per tornare in Francia nelle file del Monaco prima di concludere la sua carriera in Giappone nel 1997 con gli Urawa Red Diamonds.

## Controversie
Il 17 novembre 2009 Boli è stato arrestato per abuso d'ufficio e appropriazione indebita nell'ambito dell'attività dell'associazione "Entreprendre et diriger en Afrique" (ERA), di cui è presidente.

## Palmarès

### Club

#### Competizioni nazionali
- Campionato francese: 2 (+ 1)

Olympique Marsiglia: 1990-1991, 1991-1992 (+ 1992-1993 revocato)
- Campionato scozzese: 1

Rangers: 1994-1995

#### Competizioni internazionali
- UEFA Champions League: 1

Olympique Marsiglia: 1992-1993